# Taulant chce mieć siostrę
Taulant chce mieć siostrę (tytuł oryginalny: Taulanti kërkon një motër) – albański film fabularny z roku 1984 w reżyserii Xhanfise Keko.

## Opis fabuły
Taulant jest czteroletnim jedynakiem, który wychowuje się w rodzinie inteligenckiej. Jego rodzice nie mają dla niego czasu. Taulant chce mieć siostrę. Swoją prośbą wywołuje początkowo konsternację rodziców i starają się ją zignorować. Jednak z upływem czasu rodzice rozumieją, jak ważna dla syna jest ta prośba i chcą ją spełnić. 
Film realizowano w Tiranie.

## Obsada
- Yllka Mujo jako Zana
- Viktor Zhysti jako Piro
- Donald Kokona jako Taulant
- Roza Anagnosti jako Luli
- Agim Shuke jako Gëzim
- Violeta Manushi jako Terja
- Mimika Luca jako nauczycielka
- Sabiela Agushi jako Ila
- Xhemil Tagani jako kierowca